# آلتو بوا ویستا
|settlement_type=Municipality and town
|subdivision_name1=Center-West
التو بوا ویستا (به پرتغالی: Alto Boa Vista) یک سکونتگاه مسکونی در برزیل است که در ماتو گروسو واقع شده‌است.